# マクヘンリー郡 (ノースダコタ州)
マクヘンリー郡（英: McHenry County）は、アメリカ合衆国ノースダコタ州の中央部北に位置する郡である。2010年国勢調査での人口は5,395人であり、2000年の5,987人から9.9％減少した。郡庁所在地はタウナー市（人口533人）であり、同郡で人口最大の自治体はベルバ市（人口1,084人）である。
マクヘンリー郡はウォード郡、レンビル郡と共にマイノット小都市圏を構成している。

## 歴史
マクヘンリー郡は1873年にダコタ準州議会がボッティンオー郡の一部から創設し、郡名は現在のサウスダコタ州バーミリオンの初期入植者ジェイムズ・マクヘンリーに因んで名付けられた。郡政府は1884年10月15日に初めて組織化され、郡庁所在地は1885年までビラード、1886年までスクリプタウンに置かれ、その後は現在までタウナーに置かれている。元の郡庁所在地は2か所とも現在ではゴーストタウンになっている。

## 地理
アメリカ合衆国国勢調査局に拠れば、郡域全面積は1,912平方マイル (4,952 km2)であり、このうち陸地は1,874平方マイル (4,7854 km2)、水域は38平方マイル (98 km2)で水域率は1.97％である。

### 主要高規格道路
| - アメリカ国道2号線 - アメリカ国道52号線 - ノースダコタ州道14号線 - ノースダコタ州道19号線 | - ノースダコタ州道41号線 - ノースダコタ州道53号線 - ノースダコタ州道97号線 |

### 隣接する郡
- ボッティンオー郡 - 北
- ピアース郡 - 東
- シェリダン郡 - 南東
- マクレーン郡 - 南西
- ウォード郡 - 西
- レンビル郡 - 北西

### 国立保護地域
- コットンウッド湖国立野生生物保護区
- J・クラーク・サリアー国立野生生物保護区（部分）
- ウィンタリング川国立野生生物保護区

## 人口動態
以下は2000年の国勢調査による人口統計データである。
| 基礎データ - 人口: 5,987人 - 世帯数: 2,526 世帯 - 家族数: 1,699 家族 - 人口密度: 1人/km2（3人/mi2） - 住居数: 2,983軒 - 住居密度: 1軒/km2（2軒/mi2） 人種別人口構成 - 白人: 98.73% - アフリカン・アメリカン: 0.08% - ネイティブ・アメリカン: 0.40% - アジア人: 0.03% - その他の人種: 0.05% - 混血: 0.70% - ヒスパニック・ラテン系: 0.40% 先祖による構成 - ドイツ系：45.4％ - ノルウェー系：34.0％ 年齢別人口構成 - 18歳未満: 24.0% - 18-24歳: 5.9% - 25-44歳: 23.3% - 45-64歳: 25.1% - 65歳以上: 21.8% - 年齢の中央値: 43歳 - 性比（女性100人あたり男性の人口） - 総人口: 103.9 - 18歳以上: 101.0 | 世帯と家族（対世帯数） - 18歳未満の子供がいる: 28.3% - 結婚・同居している夫婦: 58.2% - 未婚・離婚・死別女性が世帯主: 5.6% - 非家族世帯: 32.7% - 単身世帯: 29.8% - 65歳以上の老人1人暮らし: 15.4% - 平均構成人数 - 世帯: 2.35人 - 家族: 2.92人 収入と家計 - 収入の中央値 - 世帯: 27,274米ドル - 家族: 35,676米ドル - 性別 - 男性: 25,740米ドル - 女性: 18,505米ドル - 人口1人あたり収入: 15,140米ドル - 貧困線以下 - 対人口: 15.8% - 対家族数: 12.0% - 18歳未満: 18.5% - 65歳以上: 16.8% |

## 都市と町

### 都市
- アナムース
- バルフォア
- バントリー
- バーゲン
- ディアリング
- ドレイク
- グランビル
- カールスルーエ
- キーフ
- タウナー - 郡庁所在地
- アップハム
- ベルバ
- ボルテア

注: ノースダコタ州の法人化された自治体は、その大きさに拠らず全て「市」になる

### その他の町
| - ノリッジ - ベレンドリー - ラングレー - ガスリー - ノーフォーク - ファンストン - ニューポート - バーウィック - デンバイ - リガ | - コングスバーグ - ライジング - シムコー - ジェノア - コットケタル - ローズヒル - コールフォード - ウィロウデール - ウィロウベイル - ウィロウバレー | - ウィロウクリーク - ミルロイ |

### 郡区
| - アナムース - バルフォア - バントリー - バーウィック - ビョルンソン - ブラウン - コットンウッドレイク - ディープリバー - ディアリング - デンバイ | - エッグクリーク - ファルセン - ギルモア - グランビル - グリリー - ヘンドリクソン - カールスルーエ - コットケバレー - レイクジョージ - レイクヘスター | - ランド - レイトン - レバノン - リトルディープ - メドウ - マウスリバー - ニューポート - ノーマル - ノースプレーリー - ノリッジ | - オーディン - オリビア - プラット - リガ - ローズヒル - ラウンドレイク - サリーン - シラー - スプリンググローブ - ストリージ | - ベルバ - ベレンドリー - ビラード - ボルテア - ワガー - ウィロウクリーク |

## 著名な住人
- ソンダー・ノーハイム - 現代スキーのパイオニア